# Michał Bylina

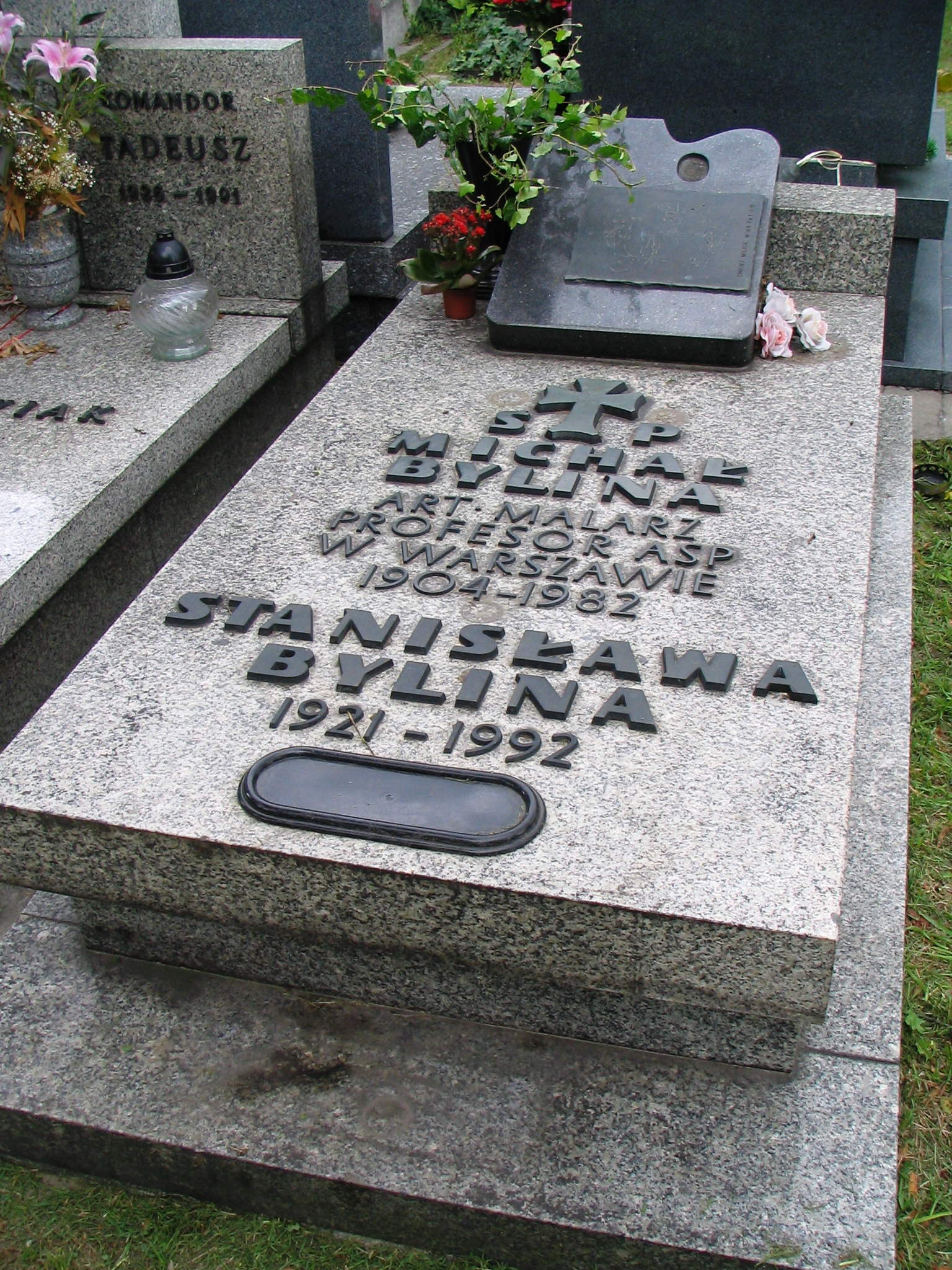
Grób Michała Byliny w Kwaterze na Łączce na Powązkach; Warszawa, 23 lipca 2008 (przed ekshumacją w 2016)

Michał Bylina (ur. 5 stycznia?/18 stycznia 1904 w Worsówce k. Kijowa, zm. 5 sierpnia 1982 w Warszawie) – polski malarz, grafik, ilustrator, uczestnik wojny obronnej 1939 i powstania warszawskiego, profesor Akademii Sztuk Pięknych.

## Życiorys
Urodził się w Worsówce na Kijowszczyźnie, w rodzinie Wacława i Izabeli z Grodzieckich. Od 1922 mieszkał w Warszawie. W latach 1922–1927 kształcił się w warszawskiej Szkole Sztuk Pięknych. Był uczniem Władysława Skoczylasa (grafika) i Tadeusza Pruszkowskiego (malarstwo). W latach 1927–1928 odbywał służbę w Szkole Podchorążych Kawalerii w Grudziądzu. W 1929 otrzymał dyplom Szkoły Sztuk Pięknych. W latach 1931–1938 był kierownikiem artystycznym wydawnictw Związku Nauczycielstwa Polskiego „Nasza Księgarnia” – odpowiadał za opracowanie graficzne dziecięcych czasopism „Płomyk” i „Płomyczek”. W latach 1935–1939 był członkiem Rady Instytutu Propagandy Sztuki.  
We wrześniu 1939 brał udział w wojnie obronnej w składzie Mazowieckiej Brygady Kawalerii, w 1 pułku szwoleżerów. Ranny w brzuch w pierwszym dniu wojny w bitwie pod Mławą, po krótkim leczeniu wrócił do Grupy Operacyjnej Kawalerii pod dowództwem gen. Władysława Andersa, w skład której wchodził wtedy 1 pułk szwoleżerów. W 1944, podczas powstania warszawskiego był na Mokotowie dowódcą OS-V w stopniu porucznika ps. Michał. Został ranny we wrześniu 1944 podczas walk o Królikarnię.
Po wojnie pełnił kierownictwo artystyczne w Instytucie Wydawniczym „Nasza Księgarnia”, został powołany na stanowisko wykładowcy Akademii Sztuk Pięknych w Warszawie, od 1950 mianowany profesorem kontraktowym, od 1956 profesorem nadzwyczajnym, od 1966 profesorem zwyczajnym.
Jako twórca malował głównie sceny batalistyczne sławiące dzieje oręża polskiego i historyczne. Zajmował się również ilustrowaniem książek. Jego grafiki zawiera polskie opracowanie Kalevali dla dzieci autorstwa Janiny Porazińskiej.  
Zaprojektował dwa najwyższe odznaczenia PRL: Order Budowniczych Polski Ludowej oraz Order Sztandaru Pracy I klasy. Jego prace można oglądać m.in. w zbiorach: Muzeum Wojska Polskiego w Warszawie, Muzeum Narodowego w Warszawie, Muzeum Historii Polskiego Ruchu Rewolucyjnego w Warszawie (od 1990 Muzeum Niepodległości w Warszawie).  
Zmarł w Warszawie, pochowany na cmentarzu Wojskowym na Powązkach. Z powodu prac ekshumacyjnych na Łączce szczątki Michała i jego żony Stanisławy (1921–1992) zostały ekshumowane, skremowane i złożone u boku jego brata – Wacława (1901–1987), w grobie na cmentarzu Centralnym w Gliwicach (sektor F2-6-20).

## Wybrana twórczość

### Prace malarskie
- Na polowaniu, 1931
- Biwak, 1933
- Marszałek Józef Piłsudski na koniu, 1935 – olej na płótnie, 100 × 100 cm, Ambasada RP przy Stolicy Apostolskiej, Rzym[6]
- Hetman Żółkiewski, 1937
- Bolesławowa drużyna, 1951
- Lenino, 1953
- Wrzesień, 1959
- Las w słońcu, 1965
- Nysa, 1963
- Odra, 1968
- Wólka Węglowa, 1972
- Lenino (II wersja[7]), 1973

### Znaczki pocztowe
- Odbudowa Warszawy (dwie serie), 1950
- 60-lecie święta 1 Maja (seria, nr kat. 515), 1950

## Ordery i odznaczenia
- Order Sztandaru Pracy I klasy (1980)[8]
- Krzyż Komandorski Orderu Odrodzenia Polski (1971)
- Krzyż Oficerski Orderu Odrodzenia Polski
- Krzyż Kawalerski Orderu Odrodzenia Polski (15 lipca 1954)[9]
- Krzyż Walecznych
- Warszawski Krzyż Powstańczy
- Krzyż Armii Krajowej
- Medal 10-lecia Polski Ludowej (18 stycznia 1955)[10]
- Złoty Medal „Za zasługi dla obronności kraju” (1974)
- Brązowy Medal „Za zasługi dla obronności kraju” (1966)[11]
- Medal Komisji Edukacji Narodowej (1976)
- Złota Odznaka honorowa „Za Zasługi dla Warszawy” (1973)
- Złota Odznaka Związku Polskich Artystów Plastyków (1976)

Źródło:.

## Nagrody
- Nagroda Prezesa Rady Ministrów i Ministra Spraw Wewnętrznych w Salonie Malarskim (1937)[12]
- I nagroda w konkursie na Godło Państwa (1947)
- I nagroda w konkursie na odznaczenia państwowe: Order Sztandaru Pracy i Order Budowniczych Polski Ludowej (1948)
- Nagroda na I Ogólnopolskiej wystawie książki i ilustracji w Warszawie (1951)
- I nagroda na X lat LWP w plastyce w Warszawie (1953)
- Nagroda Prezesa Rady Ministrów za twórczość dla dzieci i młodzieży (1956)
- Srebrny medal za ilustracje na IV Międzynarodowej wystawie książki „IBA” w Lipsku (1959)
- Złoty medal za ilustracje na XII Triennale w Mediolanie (1960)
- Nagroda I stopnia Ministra Obrony Narodowej za całokształt twórczości malarskiej, popularyzującej dzieje i tradycje Ludowego Wojska Polskiego, a w szczególności za obraz Nysa (1963)
- Nagroda I stopnia Ministra Obrony Narodowej na Ogólnopolskiej wystawie plastyki w XX-lecie LWP (1963)
- Nagroda I stopnia Ministra Kultury i Sztuki za pracę dydaktyczno-wychowawczą (1967)
- Nagroda Ministra Kultury i Sztuki w dziale malarstwa na XXV-lecie LWP w twórczości plastycznej w Warszawie (1968)
- Nagroda I stopnia Ministra Kultury i Sztuki dla pracowników wyższych szkół artystycznych (1973)
- I nagroda w dziale malarstwa na XXX-lecie LWP w twórczości plastycznej w Warszawie (1973)
- Nagroda I stopnia Ministra Obrony Narodowej za obraz batalistyczny Gdańsk - Braterstwo Broni (1976)
- Nagroda I stopnia Ministra Kultury i Sztuki za całokształt twórczości w dziedzinie malarstwa batalistycznego (1977)
- Nagroda Trybuny Ludu  (1980)[13]

Źródło:.

## Upamiętnienie
9 maja 1984 jego imię przyjęła Szkoła Podstawowa nr 310 w Warszawie na Ursynowie.